# Ghulam Sughra
Ghulam Sughra és una activista pels drets humans pakistanesa, guardonada amb el premi Internacional Dona Coratge.
Sughra va ser obligada a casar-se quan tenia dotze anys, però sis anys més tard va esdevindre la primera dona del seu poble a divorciar-se; també va ser colpejada pels seus germans quan va intentar anar a escola, però va poder estudiar a casa. Va ser la primera dona del seu llogaret que es va graduar a l'escola secundària i la primera mestra de la primera escola per a nenes, malgrat va trobar-se que no hi havia noies a qui ensenyar; algunes de les raons per les quals no anaven a escola eren culturals, però la raó principal la va atribuir a la pobresa i va dedicar-se a trobar formes d'alleujar-la. Així, va fundar i va ser directora executiva de l'Organització de Desenvolupament Rural Marvi al Pakistan, una ONG que té la missió crear fons d'estalvi comunitari i alhora conscienciar sobre els drets humans, la salut, l'educació i el desenvolupament social.